# Munida antonbruuni
Munida antonbruuni is een tienpotigensoort uit de familie van de Munididae. De wetenschappelijke naam van de soort is voor het eerst geldig gepubliceerd in 1980 door Tirmizi & Javed.